# El castillo de los Cárpatos
El castillo de los Cárpatos (en francés Le Château des Carpathes) es una novela de Julio Verne publicada en Le Magazin d'éducation et de récréation, revista periódica para la juventud de la editorial Hetzel, como el resto de sus obras. Se publicó entre enero de 1892 y diciembre del mismo año y como un solo volumen en octubre, con ilustraciones en color de Léon Benett. Se trata de una obra fantástica alejada de la temática "científica" de Verne, y en ella ven algunos autores una de las mejores y más románticas historias vampíricas de la literatura.

## Sinopsis
La Stilla es una gran cantante de ópera, aclamada por el público y elogiada por la crítica. Uno de sus más fervientes admiradores es el barón de Gortz. El barón es concurrente asiduo a sus representaciones, es un enigmático personaje con medios suficientes para seguir a la artista por todo el mundo, su única pasión. El noble nunca se ha acercado a la cantante, nunca le ha escrito, nunca ha intentado verla fuera de escena, pero su voz ha llegado a ser una necesidad imperiosa en su vida. Sólo le acompaña el no menos enigmático Orphanik, un inventor tuerto y macilento que vive a expensas de su amo.
En una gira por Nápoles, el joven y aventurero conde de Télek, de Valaquia, se enamora profundamente (incluso se podría decir que de una forma enfermiza) de Stilla y le pide su mano en matrimonio. Ella acepta y comienza a extenderse el rumor de su retirada de los escenarios, en su apogeo, quizás para librarse de su misterioso admirador.
La noticia provoca celos y odios hacia el conde de Télek, que llega a recibir amenazas a las que no da importancia. Sin embargo, el barón sufre una profunda crisis, e incluso intenta el suicidio. Deprimido, acude a la última representación de la ópera "El Orlando", en la que Stilla interpreta el papel de Angélica.

En la última escena, en que la heroína muere, Stilla maravilla a los espectadores con el aria "Innamorata, mio cuore tremane, Voglio morire"... De repente, el barón de Gortz muestra su cara fuera del palco, y sus ojos brillantes en un rostro de inmaculada palidez aterrorizan de tal manera a la cantante que queda paralizada, se lleva una mano a la boca, ensangrentada, vacila y cae. Télek enloquece con la muerte de su amada, que es enterrada en Nápoles. A su tumba se acerca solitario Rodolfo de Gortz, como si esperara que la voz de la Stilla surgiese de ultratumba. Al día siguiente se marcha al extranjero, tras culpar en una carta a Franz de Télek de la muerte de su amada.

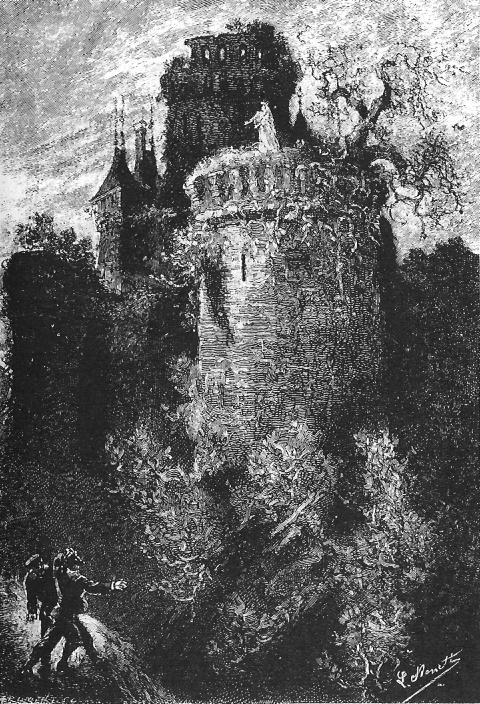
La Stilla, prisionera en el castillo de los Cárpatos.

Sólo unos meses después, comienzan a ocurrir hechos extraños en el castillo de los Cárpatos, propiedad del barón de Gortz, cerca de Werst, en el desfiladero de Vulcano. Los habitantes de la zona hablan de humo, imágenes y una voz prodigiosa que surge de la fortaleza presuntamente abandonada. Un curioso vendedor de supercherías llega al pueblo, y vende un catalejo o telescopio al pastor del pueblo, Frick, y por medio de él, ve humo saliendo del supuestamente abandonado castillo, por lo que empiezan a correr los rumores por toda la comarca mientras el doctor Patak y un joven local, Nic Deck, vuelven atemorizados de su visita al castillo.
Télek se recupera en su patria y parte de viaje turístico por los alrededores de sus posesiones, junto a su fiel sirviente Rotzco. Gracias a la indiscreción del señor Koltz y de su hija Miriota sabe de la historia del castillo y de su dueño. Franz de Télek permanece silencioso, pero Koltz está decidido a entrar con la autoridad competente en el castillo para desentrañar la verdad de los espíritus y la voz.
Tras recorrer toda la región, Transilvania, recogiendo información sobre el barón de Gortz, presuntamente desaparecido hace algún tiempo, el conde de Télek se acerca al castillo acompañado de otras personas y queda asombrado al aparecérsele el espíritu de Stilla, con su traje de Angélica, cantando "El Orlando". Trastornado por la visión, seguro de que su amada ha resucitado gracias a las artes de su enemigo y creyéndola en poder de éste, Franz acude al castillo esa misma noche, y queda atrapado por algún sortilegio que cierra el puente levadizo antes de que pueda volver con sus amigos.
Desorientado por el interior del castillo, que, a pesar de parecer destartalado en el exterior, tiene un notable lujo en el interior, Franz es testigo de luces extrañas, de voces, susurros. Perdida la noción del espacio y el tiempo, sigue la voz de Stilla («¡Andiamo, mio cuore, andiamo!») que le guía hacia la cripta, donde queda atrapado sin salida.

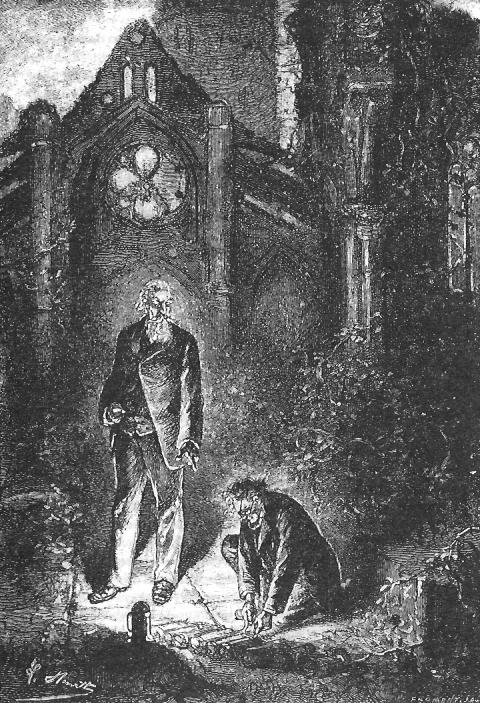
El Barón de Gortz se encuentra con Télek.

Más loco que cuerdo, sigue la voz hasta la capilla, donde están enterrados los antepasados de Gortz; apenas abre un hueco en la desvencijada puerta para observar a Orphanik y la inconfundible figura de Rodolfo, Barón de Gortz, por el que parece no haber pasado ni un día desde Nápoles, con una larga melena gris peinada hacia atrás. Maestro y sirviente colocan unos extraños cilindros a lo largo de la estancia y hablan de matar a Télek, ajenos a su presencia, pues sus espías les han informado de que el conde acudiría al amanecer. Orphanik viaja a Bistritz, y el malvado barón queda en el castillo «para oír su voz».

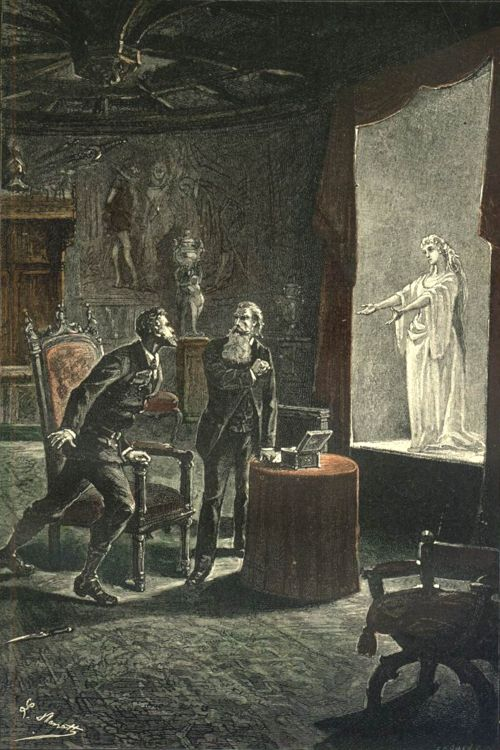
Ilustración de la novela

Convencido de que las artes de Gortz habían mantenido al espíritu de Stilla prisionero de su castillo, Télek escapa de su escondrijo forzoso y se dirige a las dependencias particulares del Barón. Allí lo encuentra, inmóvil, sentado con una caja en las manos. Cuando lo ataca, la voz y la imagen de Stilla inundan la sala, y Gortz despierta mientras Franz cae al suelo repitiendo que su amada está viva, tendiendo los brazos a su imagen. El barón coge un cuchillo y, proclamando que la voz de la bella artista sólo es suya, ataca a la imagen de Stilla, que se rompe en mil pedazos de cristal. Escapa de la sala ante la desolación de Franz, y recibe un disparo de Rotzko que no le impide llegar al desfiladero de Vulcano cuando una gran explosión reduce a cenizas el gran torreón del castillo.
El sirviente y Nic Deck rescatan el cuerpo del conde de Télek, quien, sin embargo, no está muerto, sino que ha enloquecido y sólo repite «innamorata, voglio morire».
Tras capturar a Orphanik, se descubre que todo ha sido obra de un maniático melómano, el barón de Gortz, que, lejos de ser un brujo, encargó a su inventor que grabase en unos cilindros la voz de Stilla, incluyendo su última obra, para oírlos en su castillo. Así mismo, el ingenioso inventor creó un sistema de espejos para que la imagen de Stilla, reflejada desde un retrato propiedad de su señor, pudiera verse en toda la casa. El disparo contra el barón destruyó la caja donde guardaba las grabaciones, y, loco de desesperación, se sepultó con su castillo, cayendo en la trampa que tenía preparada para su rival.
Franz de Télek pierde la razón y sólo puede arrancarle una sonrisa oír la voz de Stilla que amablemente le servía su amigo Rotzko con los cilindros del Barón. A pesar de descubrirse el misterio, en la zona los niños siguen aprendiendo las leyendas del castillo, habitado... por la mejor voz del mundo.

## Capítulos
- I El pastor Frik.
- II La leyenda del castillo.
- III ¿Quiénes vivían en Werst?
- IV Reunión en la Posada del Rey Matías.
- V Ante el castillo.
- VI Luces espectrales.
- VII Triste regreso a Werst.
- VIII El conde Franz de Télek.
- IX La amenaza.
- X El canto de una muerta.
- XI Una aparición.
- XII Atrapado en el castillo.
- XIII Andiamo, mio cuore!...
- XIV La huida.
- XV Aplicaciones de la electricidad.
- XVI El final del castillo de los Cárpatos.
- XVII El final del barón de Gorz.
- XVIII Y seguirán las supersticiones.

## Interés de la novela
Este libro se aleja de la temática habitual de Julio Verne para acercarse a un estilo fantástico y romántico. Él mismo dice, al comienzo de la obra:

« Esto no es una narración fantástica, tan sólo novelesca. ¿Es preciso decir que dada su inverosimilitud, no es verdadera? Suponer esto sería un error: pertenecemos a una época en la que todo puede suceder; casi tenemos el derecho de decir que todo acontece. Si nuestra narración no es verosímil hoy, tal vez lo sea mañana, gracias a los elementos científicos, lote del porvenir, y nadie opinará que sea considerada una leyenda. »
Julio Verne: "El castillo de los Cárpatos". Prólogo.

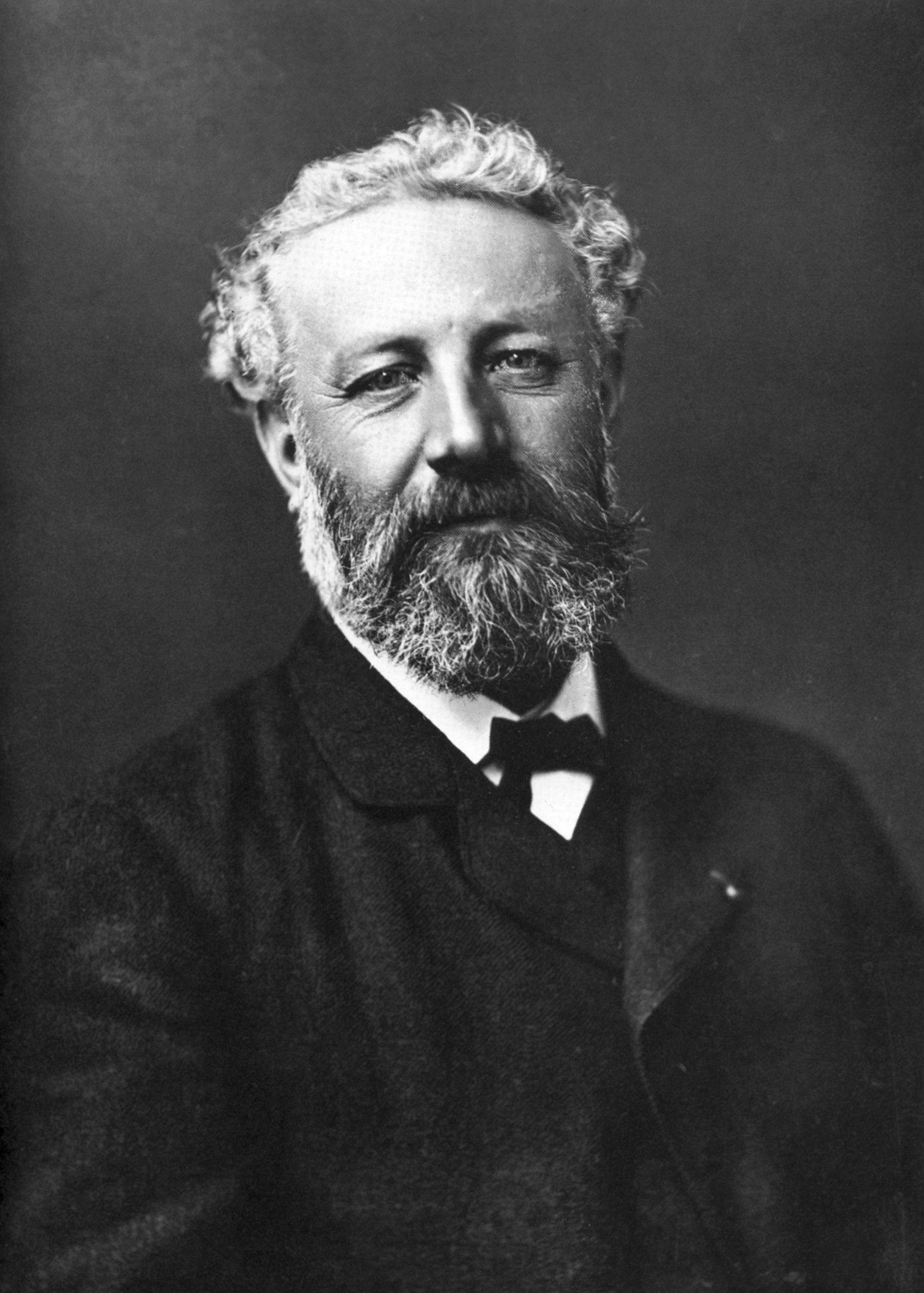
Julio Verne.

El propio autor se queja de que a finales del «pragmático siglo XIX» ya no hay nadie que invente leyendas en ninguna de las zonas mágicas (nombra Bretaña, Escocia, Noruega...)

« Ni aun en Transilvania, donde el pueblo sigue muy apegado a las supersticiones de los antiguos. »
Julio Verne: "El castillo de los Cárpatos". Prólogo.

Para algunos autores, Verne pertenecía a alguna de las corrientes iniciáticas de la época. Las historias de inmortalidad, muerte, no muerte y la recuperación de leyendas, junto a una explosión científica sin precedentes creaban un caldo de cultivo ideal para la creación o adaptación de historias fantásticas.
La muerte vencida, verdadero ideal de Verne, se ve en esta obra claramente: Stilla está muerta, pero sigue viva por su voz. Es el caso contrario al de Myra, protagonista de El secreto de Wilhelm Storitz, a la que un alquimista despechado convierte en invisible, y queda viva pero sin poder comunicarse con su amado.

## Esquema de la obra
En esta obra pueden encontrarse algunos de los habituales personajes y situaciones de las novelas de temática vampírica clásica, como Drácula, de Bram Stoker:
1. El enigmático anfitrión: Drácula para Stoker, Gortz para Verne. No envejece, no se sabe de dónde saca sus medios y sólo tiene un sirviente. Es un noble de antaño, con pasión por el arte y modales delicados. Sin llegar a ejercer los poderes mentales del vampiro universal, dispone de la mirada suficiente para provocar la muerte de una persona. Nótese que, sin ser vampiro, Gortz nunca sale a la luz y todos sus encargos los realiza un sirviente.
2. La víctima querida: Lucy Westenra y Mina Harker (Drácula), Porporina (Consuelo) o Stilla. Querida hasta la obsesión por el noble, amada a su vez por una persona normal, en la que se puede ver representado el lector. La víctima pierde la vida (en el caso de Lucy y de Stilla) pero queda viva (o no muerta), mientras que su única salvación es la acción de sus amigos.
3. El viaje iniciático: el hombre, Telek, que llega a enloquecer, o Jonathan Harker (en Drácula), deben superar una serie de pruebas para descubrir la verdad. Pruebas oscuras, antiguas, en lugar extraño, hasta llegar a la cripta en ambos casos
4. La obsesión: la sangre para el vampiro, la voz de Stilla para el Barón de Verne. Deriva al vampiro enfermo, que no tiene otro remedio que luchar por su obsesión. También lo hace más humano, relacionándolo con las obsesiones de los hombres.
5. La tierra de origen: el vampiro, o en este caso Gortz, representa el amor a las tradiciones de la tierra de la que provienen: Transilvania.[12] Si bien Drácula debe descansar en tierra rumana, Gortz, obsesionado, sólo puede volver a su castillo.
6. La población y sus creencias: por mucho que se descubra que todo ha sido un montaje o que el vampiro ha sido destruido, el pueblo sigue creyéndose las leyendas, que seguirán pasando de generación en generación.

En la obra de Julio Verne no se ven otros elementos importantes de la leyenda vampírica, como el inmenso poder del vampiro o el importante arquetipo del cazavampiros-iniciador (el Van Helsing de Bram Stoker). En "El castillo de los Cárpatos", la iniciadora es la propia Stilla y el "cazavampiros" es Telek.